# Волыхин, Анатолий Фёдорович
Анато́лий Фёдорович Во́лыхин (12 мая 1925 — 8 октября 2008) — передовик советской чёрной металлургии, машинист экскаватора Оленегорского горнообогатительного комбината Министерства чёрной металлургии СССР, Мурманская область, Герой Социалистического Труда (1966).

## Биография
Анатолий Волыхин родился в 1925 году в деревне Зашидровская Сольвычегодского уезда Северо-Двинской губернии (ныне Верхнетоемского района Архангельской области). Трудовую деятельность начал в 1940 году, стал работать плотником в местном колхозе. Трудился до призыва в Красную Армию в 1943 году.
В годы Великой Отечественной войны воевал на Мурманском направлении в зенитных войсках, награждён боевыми орденами и медалями. Защищал от налётов вражеской авиации город Мурманск и его морской порт. Прикрывал небо Кандалакши, Беломорска, Сегежи и Петрозаводска.
После окончания войны продолжил службу в войсках ПВО. Уволился в запас в декабре 1955 года. Остался работать на Кольском полуострове. 16 января 1956 года поступил работать в Оленегорское рудоуправление. Первоначально трудился электриком, потом стал осваивать экскаватор. С 1958 года работал на экскаваторе машинистом. Осваивал добычу руды на Оленегорском и Кировогорском карьерах. За седьмую семилетку переработал свыше 3 миллионов кубометров грунта, установив рекорд.  
Указом Президиума Верховного Совета СССР 22 марта 1966 года за выдающиеся успехи в развитии чёрной металлургии Волыхину Анатолию Фёдоровичу было присвоено звание Героя Социалистического Труда и вручены орден Ленина и Золотая медаль «Серп и Молот». Анатолий Фёдорович является первым и единственным жителем Оленегорска ставшим Героем Социалистического Труда.
Проживал в Оленегорске. Трижды становился депутатом Оленегорского городского Совета.
В начале 1980-х годов вышел на заслуженный отдых. 
Проживал в Оленегорске Мурманской области. Умер 8 октября 2008 года. 

## Награды
За трудовые и боевые успехи удостоен:
- золотая звезда «Серп и Молот» (22.03.1966)
- орден Ленина (22.03.1966)
- Орден Октябрьской Революции (02.03.1981)
- Орден Отечественной войны II степени (11.03.1985)
- Орден Красной Звезды (30.12.1956)
- медаль За боевые заслуги
- Знак «Шахтёрская слава» I, II и III степени
- другие медали.